# Stimmungen
Stimmungen es un álbum recopolitario de la banda alemana Cluster. Fue publicado en septiembre de 1984 por el sello Sky Records, durante el receso que el dúo vivió entre 1981 y 1989.
Stimmungen reúne tres canciones del álbum Grosses Wasser ("Avanti", "Breitengrad 20" y "Manchmal") y cuatro piezas de Sowiesoso ("Sowiesoso", "Zum Wohl", "Es War Einmal" y "In Ewigkeit").

## Lista de canciones
Todas las canciones escritas por Dieter Moebius y Hans-Joachim Roedelius.
| N.º | Título           | Duración |  |
| 1.  | «Avanti»         | 4:44     |  |
| 2.  | «Breitengrad 20» | 4:04     |  |
| 3.  | «Manchmal»       | 2:05     |  |
| 4.  | «Sowiesoso»      | 8:10     |  |
| 5.  | «Zum Wohl»       | 6:50     |  |
| 6.  | «Es War Einmal»  | 5:25     |  |
| 7.  | «In Ewigkeit»    | 7:10     |  |

## Créditos
| - Hans-Joachim Roedelius – electrónica - Dieter Moebius – electrónica | - "Avanti", "Breitengrad 20" y "Manchmal" producidas por Cluster y Peter Baumann. - "Sowiesoso", "Zum Wohl", "Es War Einmal" y "In Ewigkeit" producidas por Cluster. - Foto de portada por Michael Weisser. |